# Nice Challenger
Il Nice Challenger è stato un torneo professionistico di tennis giocato su campi in terra rossa. Faceva parte dell'ATP Challenger Series. Si giocava annualmente a Nizza in Francia.

## Albo d'oro

### Singolare
| Anno | Campione       | Finalista          | Punteggio     |
| ---- | -------------- | ------------------ | ------------- |
| 1998 | Mariano Puerta | Arnaud Di Pasquale | 6–7, 6–4, 6–4 |
| 1999 | Gastón Gaudio  | Jacobo Díaz        | 6–2, 6–3      |

### Doppio
| Anno | Campioni                       | Finalisti                 | Punteggio     |
| ---- | ------------------------------ | ------------------------- | ------------- |
| 1998 | Devin Bowen Mariano Hood       | Mariano Puerta André Sá   | 7–5, 3–6, 6–4 |
| 1999 | Martín García Sebastián Prieto | Tomáš Cibulec Leoš Friedl | 7–6, 6–4      |